# Tillandsia tenuispica
Tillandsia tenuispica är en gräsväxtart som beskrevs av Éduard-François André. Tillandsia tenuispica ingår i släktet Tillandsia och familjen Bromeliaceae. Inga underarter finns listade i Catalogue of Life.